# Place des Quinconces
Place des Quinconces, situata a Bordeaux, in Francia, è una delle piazze cittadine più grandi in Europa (circa 126000 m²).
Fu costruita nel 1820 sul sito di Château Trompette, con l'intenzione di prevenire la ribellione contro la città. La sua attuale forma (rettangolo allungato con un semicerchio) fu adottata nel 1816. Gli alberi vennero piantati (in quinconce, da cui il nome della piazza) nel 1818.
Le due colonne rostrate (alte 21 metri) di fronte alla Garonna vennero costruite da Henri-Louis Duhamel du Monceau nel 1829. Una di loro simboleggia il commercio, mentre la seconda rappresenta la navigazione. Le statue in marmo bianco di Montaigne e Montesquieu, scolpite da Dominique Fortuné Maggesi, furono aggiunte nel 1858.
Il monumento principale fu eretto fra il 1894 e il 1902 in memoria dei Girondini, vittime del Regime del Terrore  durante la Rivoluzione francese. È composto da un largo piedistallo formato da due vasche, decorato da soldati e cavalli in bronzo, e sormontato da una larga colonna con una statua in cima, che rappresenta lo spirito della libertà.
Fra le sculture ci sono:
- verso il grande teatro: il trionfo della Repubblica
- verso Chartrons: il trionfo della Concordia
- verso il fiume: il Tribuno con il galletto francese; alla sua destra, la Storia, e alla sua sinistra l'Eloquenza (rappresentata da due persone sedute).
- verso piazza Tourny: la città di Bordeaux che si siede sulla prua di una nave con una cornucopia. Alla destra della base vi è il fiume Dordogne, alla sua sinistra la Garonna.

Ai piedi del carro armato con i cavalli, vi sono l'Ignoranza, la Bugia e il Vizio. La quadriga è una rappresentazione della Felicità. La colonna fu eretta da Achille Dumilatre e Victor Rich. Il piedistallo è di Corgolin.
Nel 1983 i cavalli, rimossi durante l'occupazione nazista della Francia, vennero ricostruiti con il bronzo originale.
Con l'installazione della rete di tram di Bordeaux nel 2003, la piazza è diventata il principale svincolo di trasporti pubblici della zona, con due linee di tram, 21 linee di autobus (di cui 3 notturne), una navetta elettrica, e 12 autolinee della Gironda.

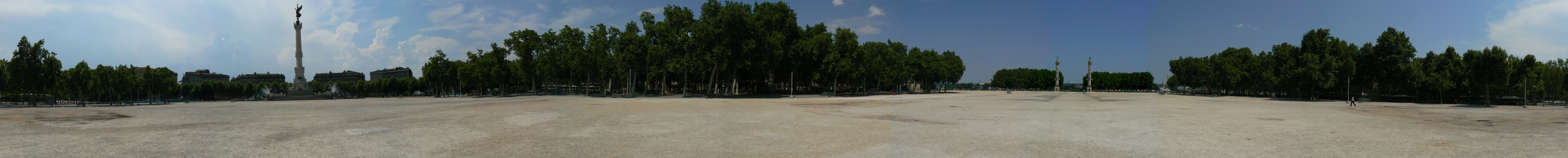
Panorama di Place des Quinconces

## Galleria d'immagini

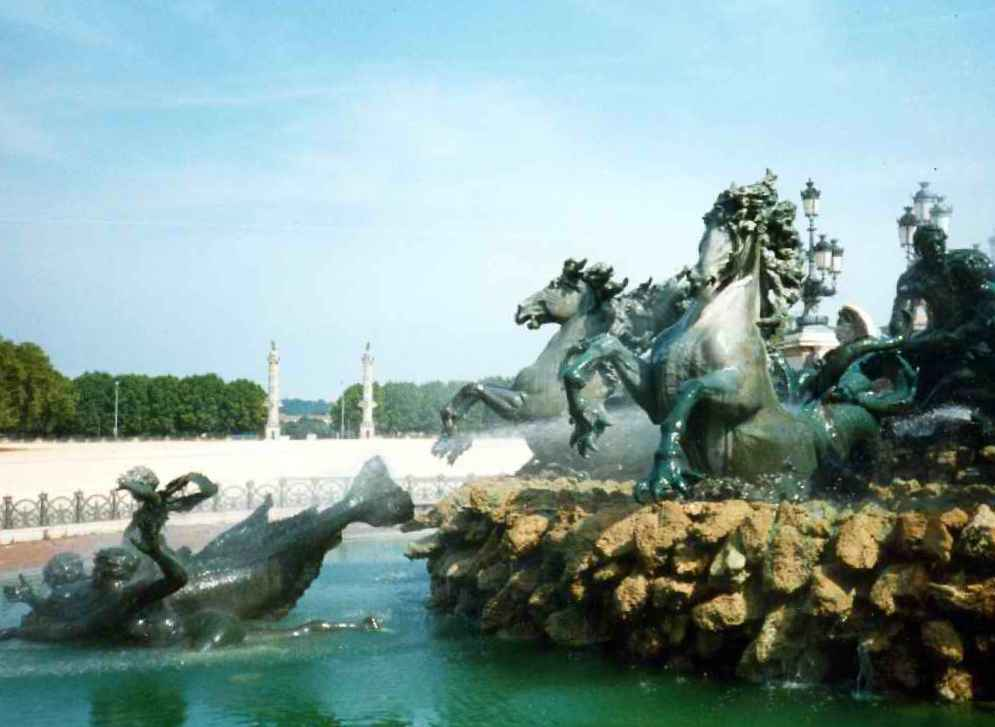
Place des Quinconces
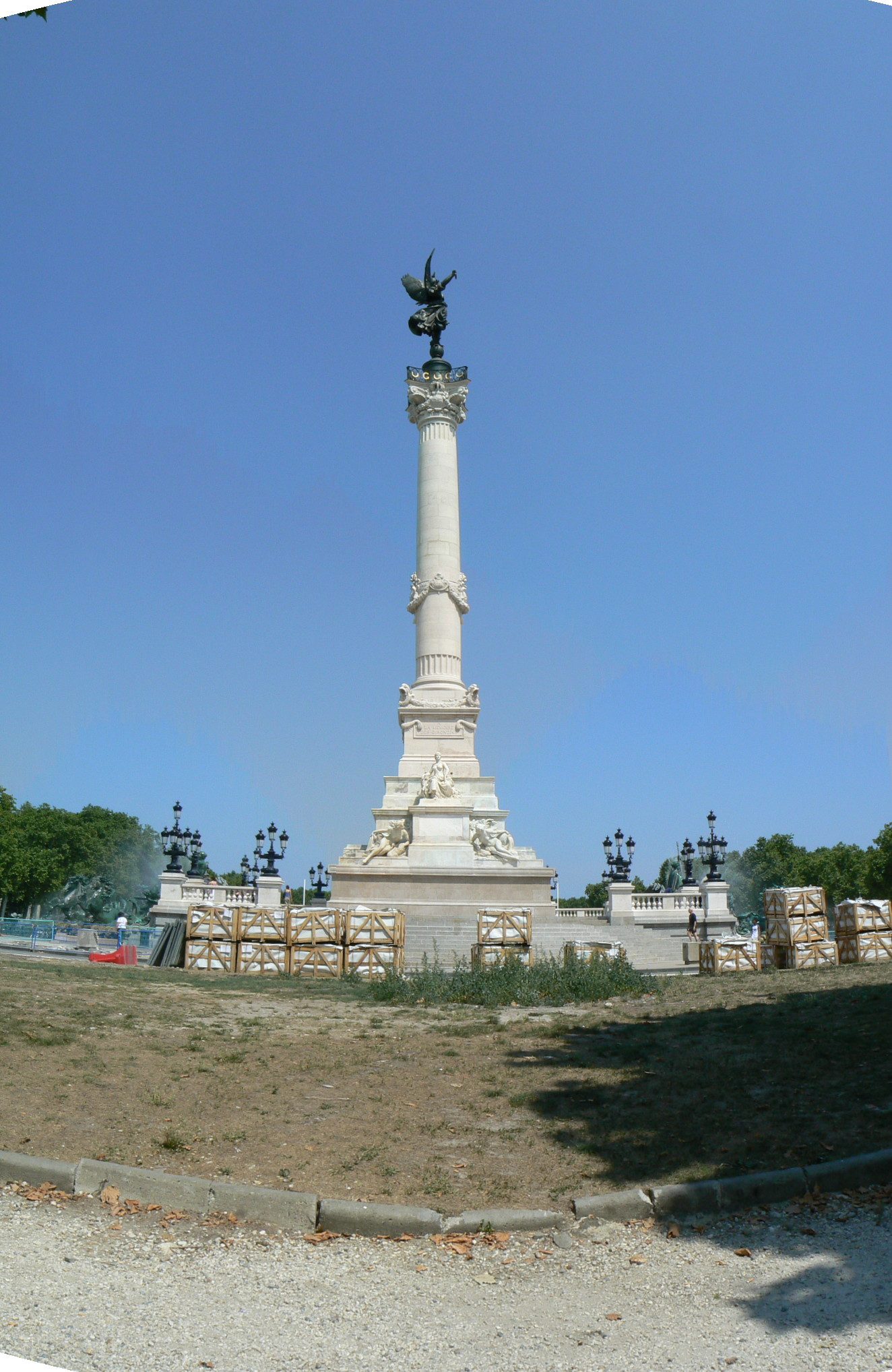
La colonna di Dumilatre e Rich
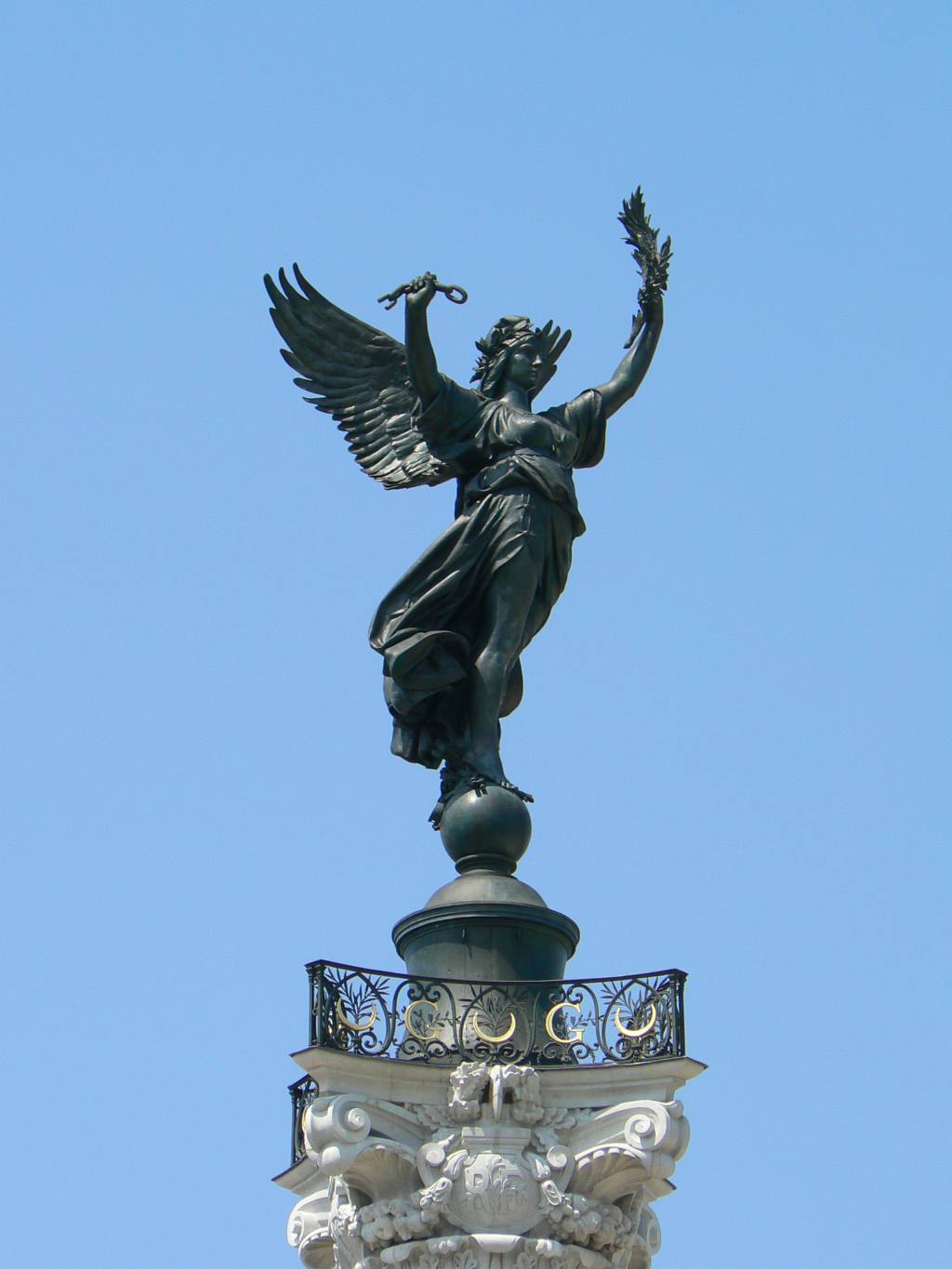
Statua in cima alla colonna
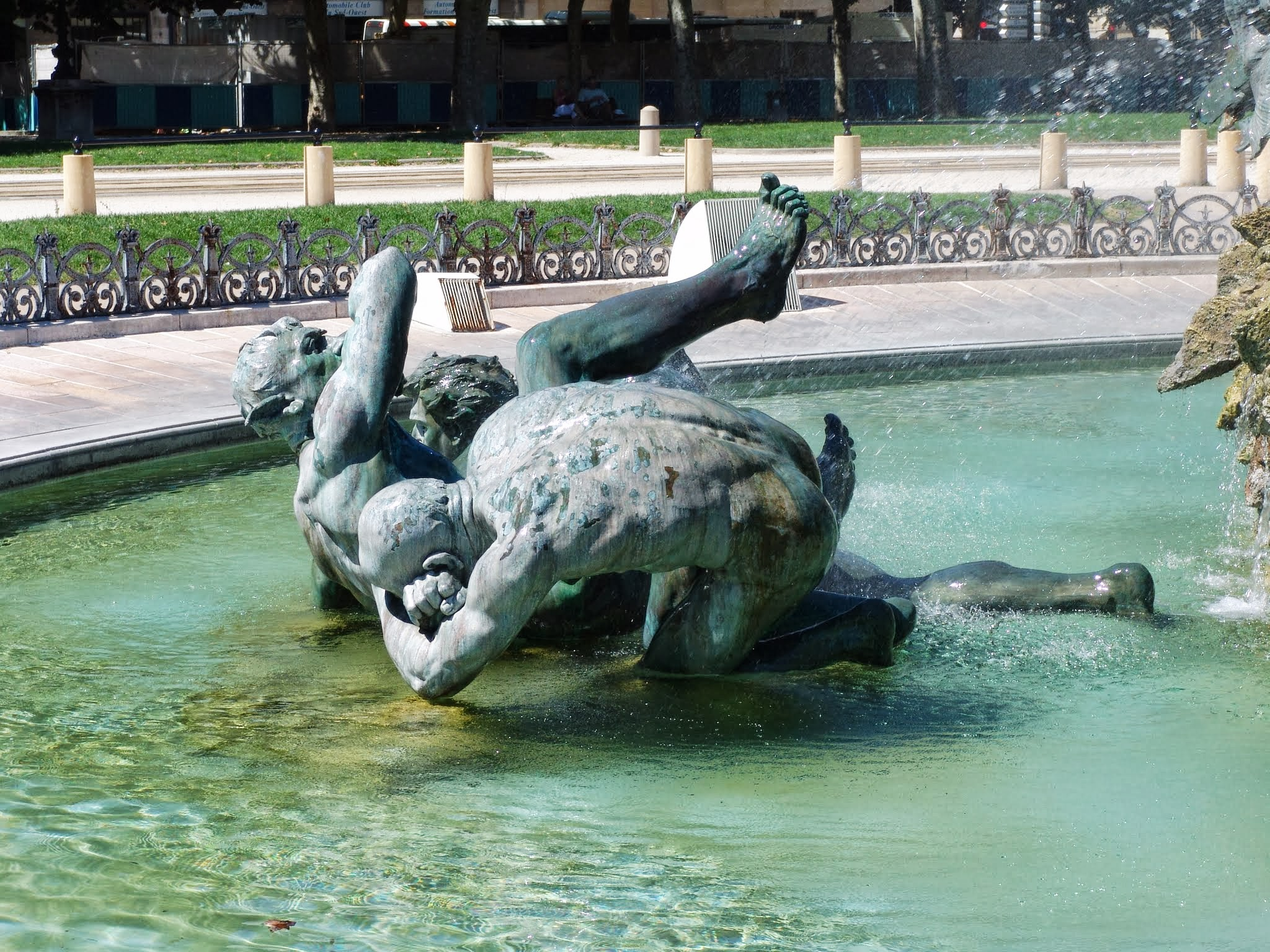
Scultura di figure sofferenti
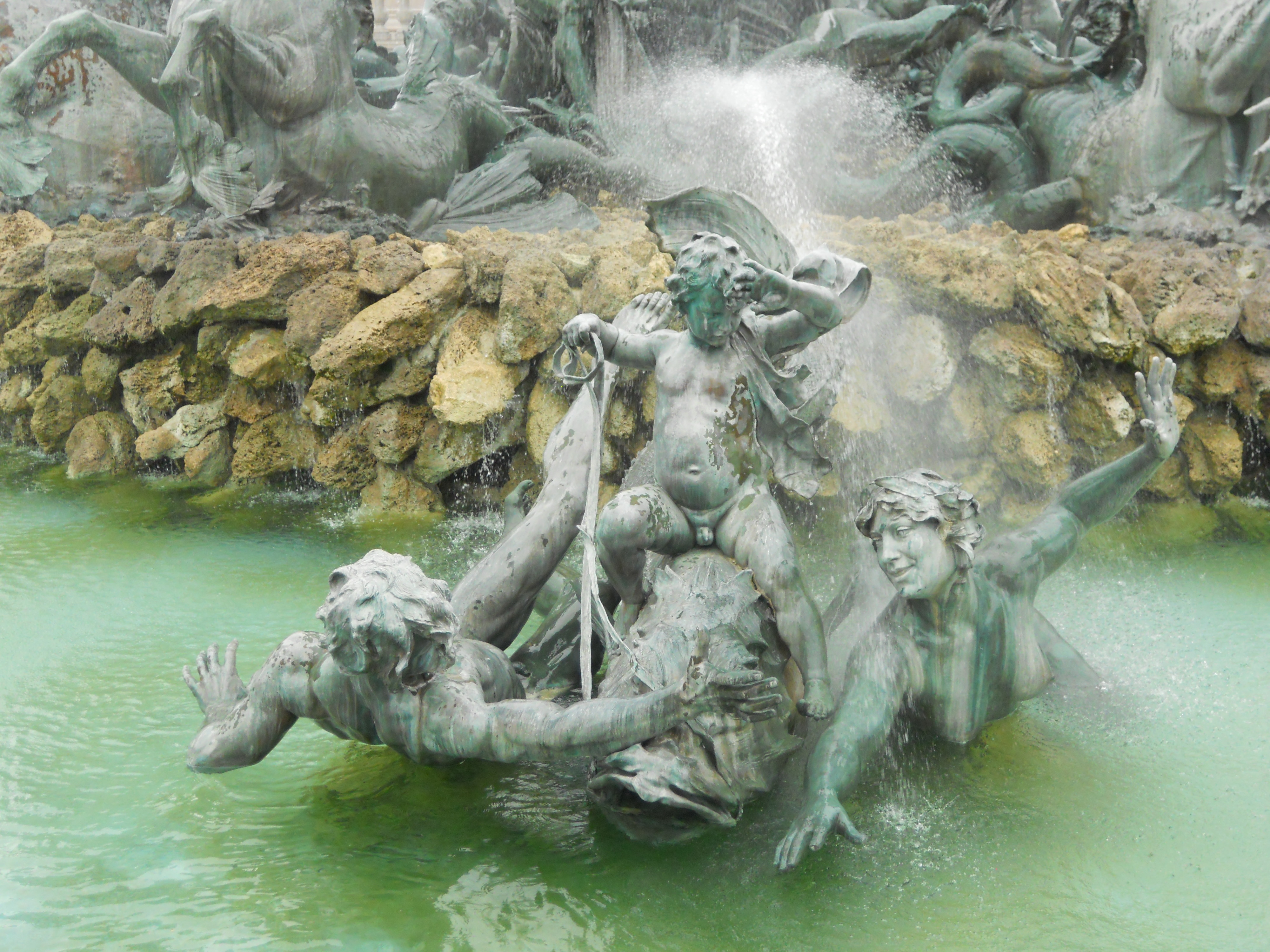
Particolare fontana Place Quinconces
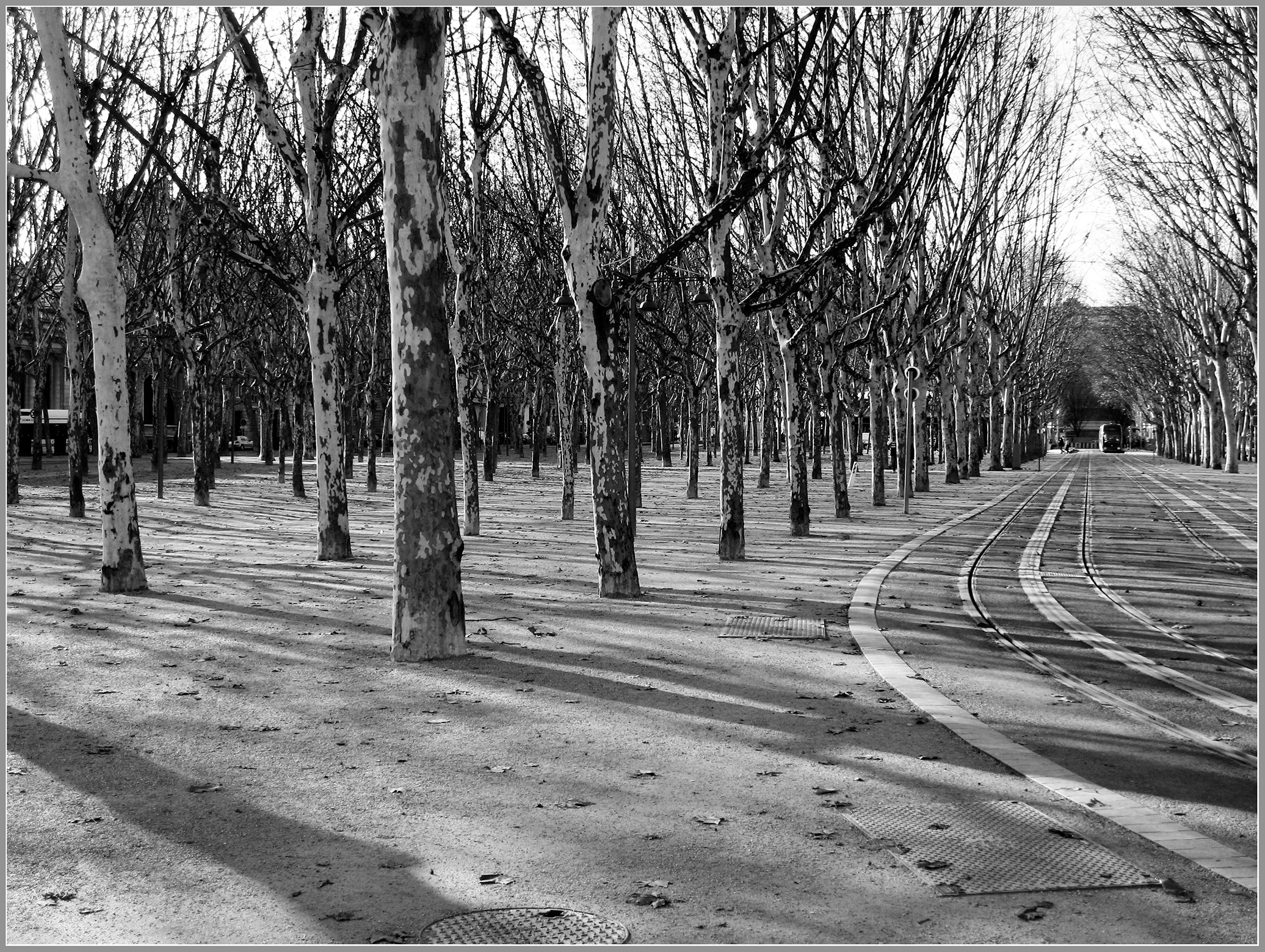
Alberi della piazza
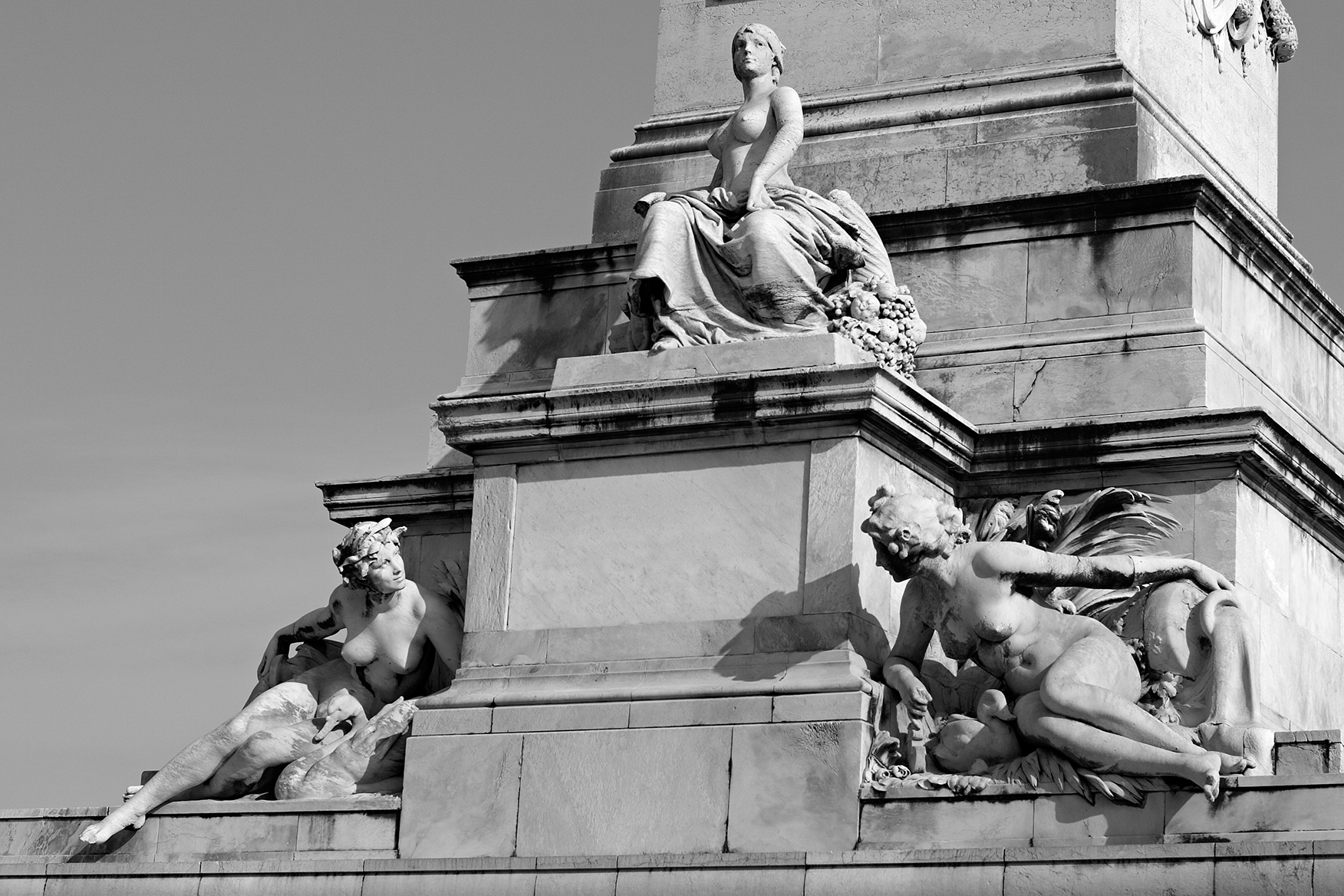
Il monumento ai Girondini